# Crassula badspoortensis
Crassula badspoortensis är en fetbladsväxtart som beskrevs av Van Jaarsv.. Crassula badspoortensis ingår i släktet krassulor, och familjen fetbladsväxter. Inga underarter finns listade i Catalogue of Life.